# Albert E. Smith
Albert E. Smith (Faversham, 4 giugno 1875 – Los Angeles, 1º agosto 1958) è stato un regista, sceneggiatore e produttore cinematografico britannico naturalizzato statunitense, nonché attore nei suoi film realizzati agli albori del cinema muto.
Considerato uno dei pionieri del cinema, fu uno dei fondatori della Vitagraph, una delle più note case di produzione della neonata industria cinematografica negli Stati Uniti. Nel 1948, gli fu assegnato uno speciale Oscar alla carriera.

## Biografia

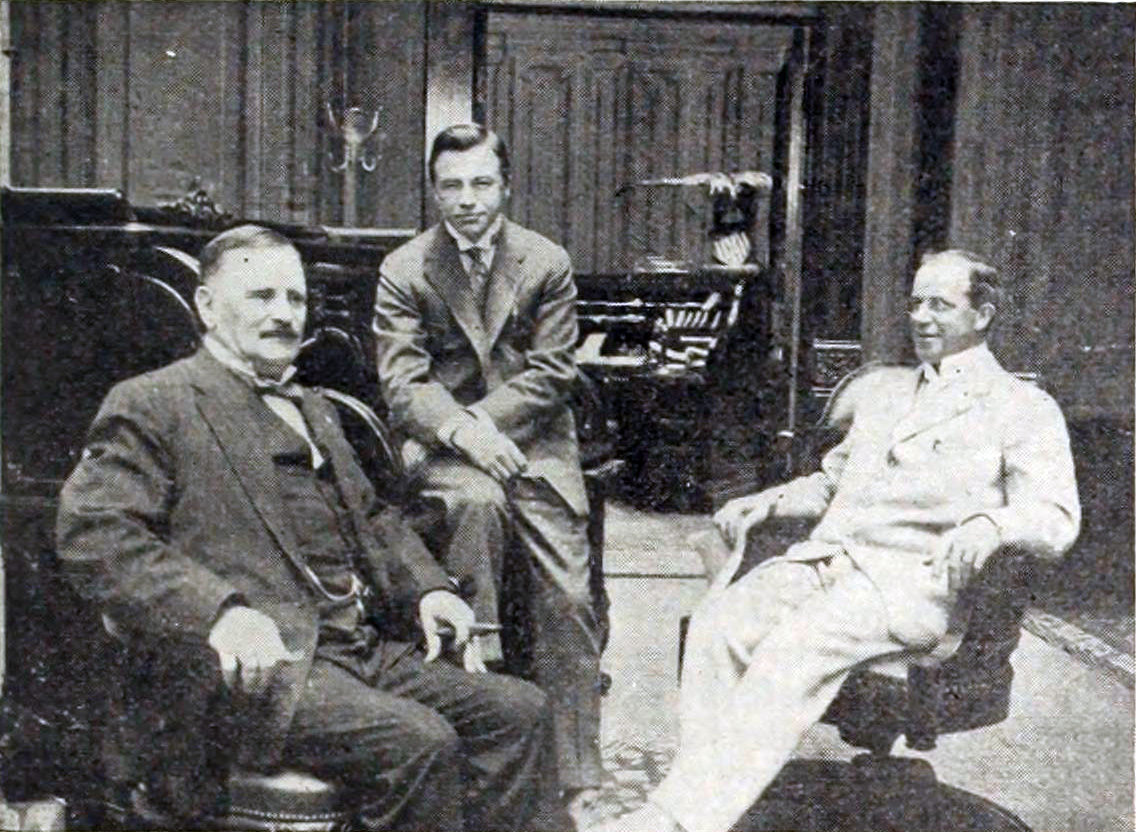
I fondatori della Vitagraph: William T. Rock, Albert E. Smith e J. Stuart Blackton (1916)

Trasferitosi negli Stati Uniti assieme all'amico James Stuart Blackton, fondò con questi la società di produzione cinematografica Vitagraph, per la quale realizzò i primi film muti. Fra le sue prime opere il cortometraggio di animazione The Humpty Dumpty Circus del 1898. Oltre che regista fu anche attore nei suoi film, per i quali spesso scrisse anche le sceneggiature.

### Premi e riconoscimenti
Nel 1948, Smith ricevette insieme ad alcuni altri produttori del primo cinema muto (il gruppo comprendeva William Nicholas Selig, Thomas Armat e George K. Spoor) uno speciale premio Oscar alla carriera per il ruolo ricoperto nell'industria cinematografica con la motivazione:
"(Uno fra) il piccolo gruppo di pionieri le cui speranze verso un nuovo mezzo di comunicazione e i cui contributi al suo sviluppo durante le loro vite, spianarono la strada sul quale si è sviluppata l'industria cinematografica, dall'oscurità alla fama mondiale".

### Vita privata
Era il fratello minore del regista David Smith. Si sposò tre volte: dopo aver divorziato dalla prima moglie, Mary May, sposò nel gennaio 1913 l'attrice Hazel Neason che lo lasciò vedovo nel 1920, vittima dell'influenza spagnola. Nel dicembre 1920, sposò Lucille Smith, anche lei attrice, nota con il nome d'arte di Jean Paige. Dal loro matrimonio, durato fino alla morte di lui, nel 1958, nacquero sei figli.

## Filmografia

### Regista
- Battle of Manila Bay (1898)

- Vanishing Lady
- Astor Battery on Parade
- Raising Old Glory Over Morro Castle
- Presentation of Nation's Sword to Admiral Dewey
- After the Race: Yachts Returning to Anchorage
- 'Shamrock' and 'Columbia' Yacht Race: First Race
- 'Shamrock' and 'Columbia' Rounding the Outer Stake Boat, No. 2
- 'Shamrock' and 'Columbia' Jockeying for a Start
- Pictures Incidental to Yacht Race
- 'Shamrock' and 'Columbia' Yacht Race: 1st Race, No. 2
- A Visit to the Spiritualist
- Flags of All Nations
- A Quite Little Smoke
- 'Shamrock' and 'Erin' Sailing
- 'Shamrock' and 'Columbia' Rounding the Outer Stake Boat
- 'Columbia' Winning the Cup news, co-regia di J. Stuart Blackton (1899)
- Panoramic View of Tremont Hotel, Galveston
- Panorama of Wreckage of Water Front
- Panorama of Orphans' Home, Galveston
- Panorama of East Galveston
- Launching a Stranded Schooner from the Docks
- Searching Ruins on Broadway, Galveston, for Dead Bodies
- The Congress of Nations
- The Clown and the Alchemist
- Hooligan Assists the Magician
- Panorama of Galveston Power House
- Maude's Naughty Little Brother
- Miniature Railway
- Hooligan Visits Central Park
- Hooligan Takes His Annual Bath
- Hooligan Causes a Sensation
- Hooligan at the Seashore
- Hooligan and the Summer Girls
- Hooligan's Narrow Escape
- Happy Hooligan Has Troubles with the Cook
- Panoramic View of Boston Subway from an Electric Car
- Leaping Dogs at Gentry's Circus
- Jeffries Throwing the Medicine Ball
- Harry Thompson's Imitations of Sousa
- Children Bathing
- Mysterious Cafe, or Mr. and Mrs. Spoopendyke Have Troubles with a Waiter
- The Despatch Bearer; or, Through the Enemy's Lines (1907)
- Humpty Dumpty Circus, co-regia di J. Stuart Blackton (1908)
- Captain Blood, co-regia di David Smith (1924)

### Sceneggiatore
- The Woman in the Web, regia di Paul Hurst e David Smith (1918)
- Man of Might, regia di William Duncan e Clifford Smith - serial (1919)
- The Invisible Hand, regia di William Bowman - serial (soggetto) (1920)

### Produttore
- A Million Bid, regia di Ralph W. Ince - supervisore (1914)
- Over the Top, regia di Wilfrid North (1918)
- Miss Ambition, regia di Henry Houry (1918)
- The Song of the Soul, regia di Tom Terriss (1918)
- Find the Woman, regia di Tom Terriss (1918)
- Il coraggio di Magda (The Courage of Marge O'Doone), regia di David Smith - supervisore (1920)
- Ridolini inserviente teatrale (The Stage Hand), regia di Larry Semon e Norman Taurog (1920)
- Fortune's Mask, regia di Robert Ensminger (1922)
- Ridolini granduca (A Pair of Kings), regia di Larry Semon e Norman Taurog (1922)

### Direttore della fotografia
- Tearing Down the Spanish Flag, regia di James Stuart Blackton e Albert E. Smith (1898)